# Zakamycze
Zakamycze – osiedle, południowa część Chełma, w 1941 razem z nim przyłączona do Krakowa. Obecnie wchodzi w skład Dzielnicy VII Zwierzyniec. Zakamycze położone jest w zagłębieniu między Sowińcem a wzgórzem Prochowódka.
Od zachodu graniczy z Kryspinowem a od wschodu i południa z Wolą Justowską. Przez Zakamycze kursuje autobus linii 102.